# 花粉学

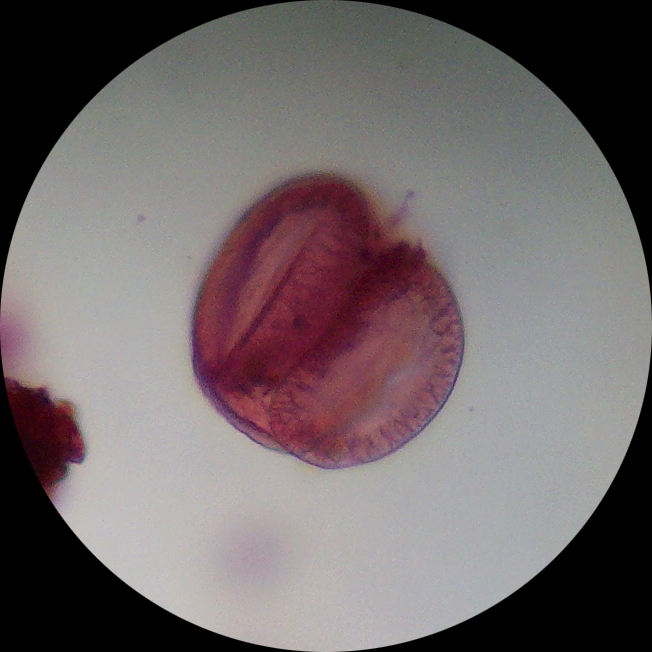
顕微鏡下での松花粉

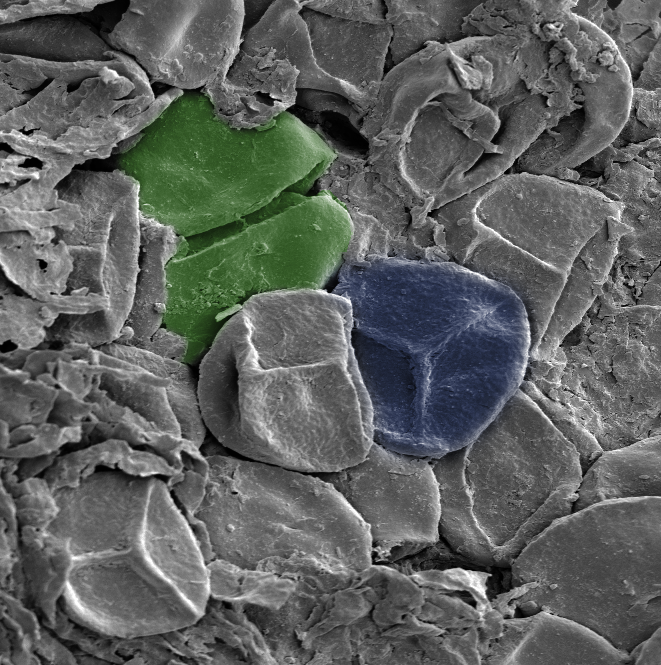
トリレット胞子を有するシルル紀後期の胞子嚢。そのような胞子は、陸上での生命の最も早い証拠を提供 緑：胞子の四つ組。青：トリレットマークの付いた胞子-Y字型の傷跡。35 –胞子は30程度で 全体μメートル。

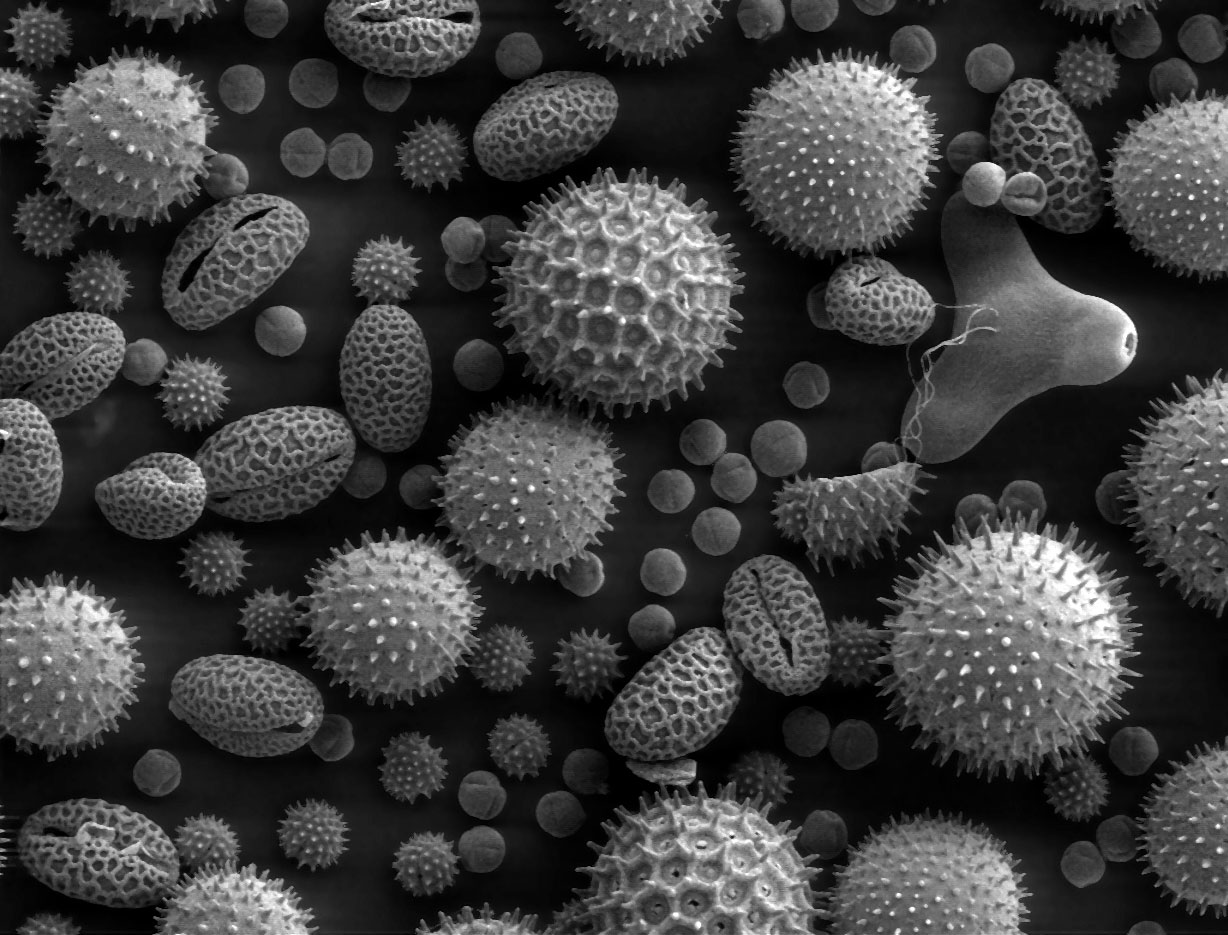
花粉の電子顕微鏡像

花粉学（かふんがく、Palynology）は、名の通り花粉を研究する学問である。その中身は多岐にわたり、植物学・農学・医学・地質学・考古学等の、あらゆる分野において、現生や化石の花粉についての研究テーマが多数存在する。
花粉学は、現生植物の花粉の形とその生物学的特性を研究する基本的な「現生花粉学」と、花粉 ・胞子化石を研究対象とする「古花粉学」に大別される。しかし、それ以外にも様々で多彩な分野に別れる。

## 花粉学の種類の例
- 植物学[3]
- 空中花粉学
- 蜜花粉学
- 農業花粉学
- 法花粉学
- 糞花粉学
- 考古花粉学
- 海洋花粉学
- 鉱床花粉学
- 南極花粉学
- 花粉層序学
- 石炭花粉学
- 宇宙花粉学
- 石油花粉学